# 岡村文四郎
岡村 文四郎（おかむら ぶんしろう、1890年（明治23年）9月20日 - 1968年（昭和43年）10月20日）は、昭和期の協同組合活動家、政治家。参議院議員、紋別市名誉市民。板垣退助先生顕彰会創立発起人兼顧問 。

## 経歴
高知県高岡郡尾川村（現佐川町）で岡村作次の長男として生まれる。高岡郡赤木尋常小学校を卒業。1912年（大正元年）北海道紋別郡渚滑村立牛（上渚滑村を経て現紋別市）に一家で移住し開拓に従事。
1929年（昭和4年）下立牛産業組合長に就任。上渚滑村会議員に選出された。太平洋戦争後の食糧増産に尽力し、「協同組合主義」による農業経営を推進した。また、北海道信販購利連合会専務理事、北海道農業会会長、道信用農業協同組合連合会会長、農林中央金庫評議員、全国組合金融協会会長、全国共済農業協同組合連合会会長、全国農業会議所理事、全国農業協同組合中央会理事、家の光協会理事、共栄火災海上保険相互会社取締役、雪印乳業取締役、日本農村放送事業協会会長などを務めた。
1947年（昭和22年）4月、第1回参議院議員通常選挙で全国区から国民協同党所属で出馬して当選。1948年（昭和23年）国民協同党が協同組合主義の立場から離れたことから離党し、一時、農民新党の党首となった。第3回（改進党）、第4回通常選挙（無所属）で落選し、1959年（昭和34年）6月、第5回通常選挙で自由民主党から出馬して再選。1965年（昭和40年）7月、第7回通常選挙でも当選したが、選挙期間中に支援を行っていた全国共済農業協同組合連合会の関係者の中から選挙違反による逮捕者も出した。
議員在任中の1968年10月に死去し、参議院議員を通算3期務めた。この間、参議院懲罰委員長を務めた。死没日をもって勲二等旭日重光章追贈、正四位に叙されるに叙される。

## 著作
- 述『一組合運動者の思い出』〈くみあい運動叢書〉協同組合通信社、1955年。